# Tagkawayan
Tagkawayan is een gemeente in de Filipijnse provincie Quezon op het eiland Luzon. Bij de laatste census in 2010 telde de gemeente bijna 51 duizend inwoners.

## Geografie

### Bestuurlijke indeling
Tagkawayan is onderverdeeld in de volgende 45 barangays:
| - Aldavoc - Aliji - Bagong Silang - Bamban - Bosigon - Bukal - Cabibihan - Cabugwang - Cagascas - Candalapdap - Casispalan - Colong-colong - Del Rosario - Katimo - Kinatakutan | - Landing - Laurel - Magsaysay - Maguibuay - Mahinta - Malbog - Manato Central - Manato Station - Mangayao - Mansilay - Mapulot - Munting Parang - Payapa - Poblacion - Rizal | - Sabang - San Diego - San Francisco - San Isidro - San Roque - San Vicente - Santa Cecilia - Santa Monica - Santo Niño I - Santo Niño II - Santo Tomas - Seguiwan - Tabason - Tunton - Victoria |

## Demografie
Tagkawayan had bij de census van 2010 een inwoneraantal van 50.833 mensen. Dit waren 3.955 mensen (8,4%) meer dan bij de vorige census van 2007. Ten opzichte van de census van 2000 was het aantal inwoners gegroeid met 6.543 mensen (14,8%). De gemiddelde jaarlijkse groei in die periode kwam daarmee uit op 1,39%, hetgeen lager was dan het landelijk jaarlijks gemiddelde over deze periode (1,90%).

De bevolkingsdichtheid van Tagkawayan was ten tijde van de laatste census, met 50.833 inwoners op 534,35 km², 95,1 mensen per km².